# 赫伯特·马歇尔
赫伯特·马歇尔（英語：Herbert Brough Falcon Marshall，1890年5月23日—1966年1月22日）是一名英国舞台、电影和电台演员。在1930和40年代里他在许多深受欢迎和评价非常好的好莱坞电影里出演。赫伯特·马歇尔在英国和北美以舞台演员起家并且非常成功，此后他在好莱坞成为热手的主角演员，经常出现在浪漫情节剧中，偶尔也出现在喜剧里。晚年他转向性格表演。
马歇尔出生于演员家庭。他最出名的电影包括恩斯特·劉別謙导演的《天堂裡的煩惱》（1932年）、亞弗列·希治閣导演的《谋杀！》（1930年）和《海外特派员》（1940年）、威廉·惠勒导演的《信件》（1940年）和《小狐狸》（1941年）、阿爾伯特·列文导演的《月亮和六便士》（1942年）、愛門·戈定导演的《情天恨海》（1946年）和庫爾特·諾伊曼导演的《苍蝇》（1958年）。他与多名古典好莱坞电影女星一起上演，其中包括葛丽泰·嘉宝、瑪蓮娜·迪特利希、瓊·克勞馥和贝蒂·戴维斯。
从1944年到1952年马歇尔编导并出演他自己的广播系列《名为X的人》。他的嗓音经常被赞扬，他多次在不同电台节目中作为嘉宾出现。他也在电视节目里上场。马歇尔以他的魅力著称，他5次结婚，他动荡不定的私生活经常成为流言的内容。马歇尔在第一次世界大战中受伤被截腿，在第二次世界大战中他为伤兵康复，尤其为被像他这样截肢的人服务。1960年马歇尔在好萊塢星光大道上获得一颗星。

## 早年
马歇尔1890年出生于伦敦，他的父母都是舞台演员，他是他们唯一的孩子。戏剧评论家赞扬他父亲的戏剧性和“雄厚的嗓音”。此外他还自己编写和导演了一些他自己出演的剧。他的顶峰时期是在1880和1890年代。1922年他退休，1927年12月28日逝世，享年68岁。马歇尔后来回忆道：“我父亲是一名大演员——他比我梦想能够成为的好得多。”他的舅舅是一名记者和戏剧评论员。马歇尔的外祖父写过一些关于艺术和旅游的书。在一篇关于对戏剧的喜爱的文章里他提到他的一个叔叔是演员。马歇尔母系祖上与女权主义家和作家玛丽·沃斯通克拉夫特以及《科學怪人》的作家玛丽·雪莱有直接的亲属关系。
马歇尔小的时候他母亲给了他一个小名巴特，因为她怕别人叫他贝尔梯，而她不喜欢这个名字。毕生他的家人、朋友和熟人叫他巴特。在媒介也经常用他的小名提到他。有时在广播里也一般用他的小名提他的名。他的中名是以他的教父的名字起的。
马歇尔童年时他的父母必须去各地剧场演出，他主要由他的三个婶婶抚养。在假期里他随父母旅行。这些早年的印象使得马歇尔对剧院很反感：

我小的时候曾经跟爸妈在英格兰各省巡回演出。我常常又累又冷。我看到了许多心酸、贫困和失望，所以我没有注意到剧院里的豪华、掌声和灿烂……大多数时间里我试图忘记嘲讽般的灯光照射着的那些劳累的脸。

### 早年演员生涯
马歇尔从中学毕业后首先当会计。由于他的计算速度太慢他被解雇，此后他在父亲的一个朋友的剧团里当助理经理。此后他在不同剧团和剧院里担任各种后台职务。他为之工作的一个剧团被重组时他被解雇。此后他试图做演员。1935年在一次采访中他说他不知道自己还能做别的什么，因此才成为演员。对另一名记者他也回忆说他本来发誓再也不上舞台。
马歇尔在舞台上有过一个长而多样的生涯，他与诺埃尔·科沃德、格特鲁德·劳伦斯和埃德蒙·戈温等多名著名演员一起登台。
一般文献提到他首次登场是在1911年，但是一些文献把它列为1909年。此外根据马歇尔自己的回忆他也应该在1910年11月登场过。
1913年他首次在伦敦演出。马歇尔的演技引起一名经理的注意，他把马歇尔选入他去美国和加拿大巡回演出的剧团成员。第一次世界大战爆发后剧团返回伦敦，24岁的马歇尔被征入军队。

## 战伤
马歇尔回忆他在西方戰線的体验：“我体验到极端的无聊。在壕沟里躺10个月没有任何戏剧性。我应该害怕过，但是我记不得了。我太麻木了，我不记得自己采取过任何主动行动。”1917年4月9日在法国一名狙击手射中他的左膝盖。经过一系列手术后医生们不得不对他截肢。马歇尔在医院里待了13个月。后来他在私下里说他受伤后他一开始过分把自己的损失严重化了，把自己缠绕在自卑和怨恨中。但是很快他就决定返回剧院并开始学习怎样能够用他的假腿走好路，来使得他能过重返舞台。他在伦敦聖托馬斯醫院恢复时乔治五世国王到医院视察。国王猜演员的哪条腿是假腿，结果猜错。在他的演员生涯里马歇尔在大多数情况下可以隐藏他戴假腿的事实。不过在媒体里有时会对此做报道。
马歇尔的战伤给他毕生带来影响。和其他许多被截肢的人一样他有幻肢痛。他的假肢也给他带来不适。一个朋友回忆道他的裤子袋里总是有一个洞，这样在他的假腿开始不舒服的时候他可以不引人瞩目地松开假腿的绑带。随着年龄的增长幻肢痛越来越厉害，甚至于在拍电影的时候其他人注意到他一般非常轻微的跛变得明显了。

## 重返舞台

### 剧院
第一次世界大战停火后马歇尔加入一个剧团并在1918年12月至1919年上演了三个剧。1920年他首次与爱德娜·贝斯特一同登台。他也上演威廉·莎士比亚的《威尼斯商人》和《皆大歡喜》。马歇尔回忆道“《皆大欢喜》里賈奎斯这个角色是我最喜欢扮演的角色。”此后数年里他与奥地利明星演员玛丽·吕尔一起在北美巡回演出，也在伦敦上演。从1922年起马歇尔在大西洋两侧经常上台演出。从1923年起他的演出年年叫座。在这段时间里他也和爱德娜·贝斯特一同演出了多部非常受欢饮的剧。

### 早期电影
1927年马歇尔首次在一部英国电影《懦夫》里上演。两年后他拍摄了他的第一部美国电影，在派拉蒙影業1929年的电影《信》里扮演让·伊格尔斯的角色的爱人。拍完《信》后他回到英国在亞弗列·希治閣导演的《谋杀！》（1930年）中演出。次年他回到派拉蒙影業拍摄《秘书的秘密》。
1931年他在英国与爱德娜·贝斯特一起拍了三部电影。马歇尔在百老汇又上演了两部戏。此后他主要在美国拍电影。

## 浪漫角色

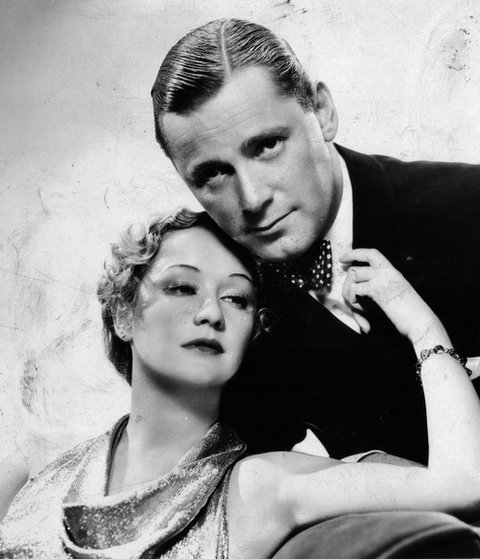
1932年电影《天堂裡的煩惱》剧照，赫伯特·马歇尔和米麗亞姆·霍普金斯

在1930和40年代里马歇尔在好莱坞扮演文雅、礼貌的主教，他与瑪蓮娜·迪特利希、葛丽泰·嘉宝、芭芭拉·斯坦威克、凯瑟琳·赫本、瓊·克勞馥、贝蒂·戴维斯和克劳黛·考尔白等明星搭档。
1932年的电影《金发维纳斯》使马歇尔在美国一举成名。同年他在恩斯特·劉別謙导演的轻喜剧《天堂裡的煩惱》中扮演一名陷入一个三角恋爱的小偷。马歇尔在采访中说他喜欢这种幽默喜剧的角色。在1935年的采访中他谈到这两部早期电影：

我坚信假如我的第一部电影《金发维纳斯》是由馮·斯坦伯格精密导演的，那我早就离开屏幕了！感谢上帝和劉別謙，劉別謙不顾他的公司的愿望认为我特别适合《天堂裡的煩惱》这个好角色，要不是我的话他会觉得很不高兴。

在《未亡人倶楽部》他又扮演了一个文雅的角色，此后他短暂回到英国拍了一部电影《我是一名间谍》。此外他在伦敦上演了一出戏，但是结果不良。
回答好莱坞后他1933年拍了《独男》，然后1934年塞西爾·德米爾导演的《洪荒四妖》，女主角是克劳黛·考尔白。
1934年他还和瑙瑪·希拉拍了《激流》、和康斯坦丝·本内特拍了《被抛弃的女性》以及和葛丽泰·嘉宝拍了《面纱》。马歇尔经常扮演被他们的妻子欺骗的温柔、正直的丈夫，他对一些记者说他厌倦这样的“绅士”角色。虽然在《面纱》里他也扮演了一个被欺骗的丈夫，但是他喜欢这个角色因为这个角色“有硬骨头”。

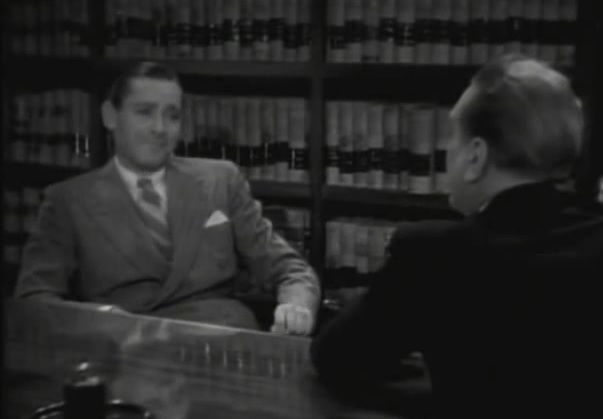
马歇尔和弗兰克·摩根在《好心的仙女》（1935年）

1935年马歇尔与玛格丽特·萨拉文拍摄《好心的仙女》、与安·哈丁拍摄《晚春》、与席爾薇亞·西妮拍摄《春花秋月》、与弗雷德里克·馬區和默尔·奥伯伦拍摄《黑暗天使》以及与珍·亞瑟拍摄《巧遇佳偶》，1936年又与安·哈丁拍摄《爱情无限》。
他与格特魯德·邁克爾在1936年拍了三部电影：《待到重逢时》、《忘却庐山》和《给女士让路》，然后与露丝·查特顿拍《女生宿舍》，和凯瑟琳·赫本拍《女人造反》。1937年马歇尔又与劉別謙和迪特利希合作拍摄《天使》。他与芭芭拉·斯坦威克拍摄了《两人早餐》和《孔雀东南飞》（1938年）然后在《莺歌燕舞》做迪安娜·德宾的配角。
1930年代中期媒体描写马歇尔是一名非常有名的浪漫演员。一名记者写道：“对赫伯特·马歇尔的才能的需求不断推广。甚至新的年轻女主角也觉得有必要让他在她们的电影里扮演浪漫角色。”另一名记者称他是“时尚男主角”，并说明星女演员往往要求他与她们一起上屏幕。
拍1938年《女人大作战》后他又与考尔白一起出现在《莎莎艳史》中。

## 第二次世界大战
1940年代里马歇尔很少扮演浪漫式男主角。在1940年电影《离婚帐单》中他做玛琳·奥哈拉的配角。在希治閣的《海外特派员》中他演了一个坏人。在威廉·惠勒导演的《信件》里马歇尔扮演被贝蒂·戴维斯的角色欺骗的丈夫，这是他比较有名的一个角色。此前他在同名的无声片里就已经扮演过这个角色。
拍摄了1941年电影《华盛顿冒险》后他在《小狐狸》中扮演一名被虐待的丈夫，这次又是与戴维斯和惠勒合作。这部电影被奥斯卡金像奖提名九次，包括最佳电影奖。《综艺》的电影评论说“马歇尔扮演一名限于痛苦临死的人，达到了他演技的顶峰。”

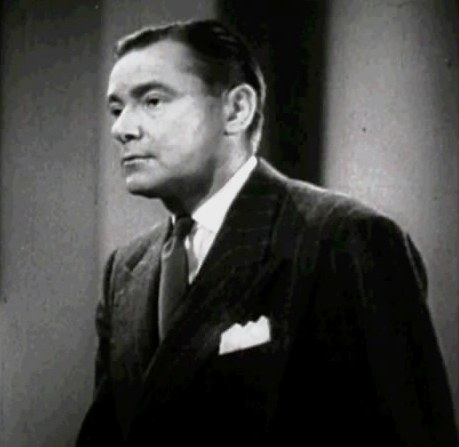
马歇尔在《海外特派员》的预告片中

在第二次世界大战中马歇尔在美國軍中廣播中主持《全球战场》节目。他也参加其它节目的广播。他也是好莱坞英国委员会领导人之一，这个组织帮助社群组织给英国的战争补助。1940年马歇尔还在剧院里演出了一部诺埃尔·科沃德的戏。收入被捐献给英国红十字会。1943年他在《一世与一天》中有一个短暂的出现。这部电影的收入也被捐献给不同战争福利组织。同年马歇尔发表了一封公开信鼓励他的同行去外国服役。他也上演短片《光明未来》，后来这部片被继续缩短改名为《胜利之路》，这部篇本来计划用来为加拿大战争贷款做广告。加拿大政府派专员为此特意授予马歇尔和其他25名演员一块奖牌。
在战时马歇尔继续拍电影，不过越来越多作为配角：《春缘》（1941年）、与秀兰·邓波儿一起《凯瑟琳》（1941年）和《月亮和六便士》（1942年）。在《月亮和六便士》里他的角色基于威廉·萨默塞特·毛姆。
他继续拍了《为自由而战》（1943年）、《年轻主义》（1944年）、《青春学園》（1944年）、《魔法小屋》（1945年）和《藏匿》（1945年）。

### 广播
1936年马歇尔开始在电台广播里展示他的天才，他在Lux Radio Theatre中出场19次，在The Screen Guild Theater中出场16次，在杰克·本尼的节目中出场3次（其中一次做主持）和在其它节目中出场。1940年7月马歇尔在《悬疑》广播系列剧里作为“房客”的演播员（他在节目里一共上场20次）。他最著名的角色是《名为X的人》中环球旅行的特工人员肯·特斯顿。这个系列本来是作为夏季时期Lux Radio Theatre的取代，特斯顿是一个只被称为“办公室”的机关的职员。他的上司，在戏里只被称为“头儿”，派他去对付世界上最可怕、最复杂的罪犯，其中包括走私犯、谋杀犯、黑市犯、破坏者、绑架者、各种小偷、腐败的政治家和疯狂的科学家。特斯顿的死敌易根·采尔斯密特由漢斯·康里德扮演。从1945年到1952年俄罗斯戏剧演员和音乐家利昂·贝拉斯科以佩根·采尔斯密特演这个角色。这个节目不仅仅是娱乐，也是为了“提醒当时战争疲倦的世界在战后短暂和平时期里依然有危险潜伏。”

### 为截肢者服务
战时马歇尔用他自己的钱旅行去过许多军医院。他尤其勉励被截肢的士兵保持高昂的志气，不要认为他们是残废或者受限制的人。尽管他在一般情况下不愿提起他自己的战伤，但是在这些场合里他自愿讲述他本人的经历，并给截肢人员提供使用和适合他们的新人工假肢的经验。大多数这些事情马歇尔都是私下里做的，但是1945年《电影杂志》不顾他的反对发表了一篇关于马歇尔在军医院里的工作的报道。报道的记者强调别人必须读到马歇尔的故事，只有这样才能帮助更多受伤的军人和他们的家庭，也能显示“马歇尔在做一个人能够做的最好的战争服务”。她采访的一名年轻军官回忆说：

赫伯特·马歇尔把我的生活还给我。我发现我的手被一只金属爪取代后我完全崩溃……有一天去在医院里他们告诉我们电影明星赫伯特·马歇尔会来和我们谈话。我听到后很讨厌这件事。我想，又一个衬衫男来给我们做鼓舞人心的演讲！
事实上完全不是这么回事。马歇尔先生给我们讲的真的有道理。不仅如此他还自我显示他能够做什么。他还没有离开我们就已经坚信他能够过一个普通的生活，那我们也能。

报道中还引用另一名被截双肢（左腿和右脚）的退伍军人赞扬马歇尔教他用人工腿跳舞。他把马歇尔的话当作十诫。联军在欧洲的总司令德怀特·艾森豪威尔私下里说，他在欧洲战时遇到过的所有电影明星里马歇尔和在战地医院里当过护士的玛德琳·卡罗尔给他的映像最深。

## 战后生涯
战后马歇尔在电影里几乎仅以配角出现：1946年的黑色片《崩溃》、《情天恨海》、西部片《太阳淤血记》、1947年的《常春藤》、又一部黑色片《高墙之后》、1949年的《秘密花園》、1950年的《地下故事》、以乔治·桑德斯为主角的《黑杰克》和1951年的《土海女霸王》。

### 电视
从1950年开始马歇尔经常在电视节目里出现，他最早的片是《玻璃偵探》。他在《福特电视剧院》中上过场。1954年11月他在非常受欢迎的节目《我的台词是什么？》里作为“神秘贵客”出现。
马歇尔继续拍电影，比如1953年的黑色片《魂断今霄》、1954年他第一部科幻片《火箭船捕星记》、另一部3维科幻片《果歌》、与托尼·柯蒂斯一起拍的《黑盾軍勤王》、1955年的《童贞女王》、1956年的《来者不善》和《致命武器》。他在1958年电影《舞台在我心》和《变蝇人》的表演受到赞扬。
但是他更多的是拍电视。

### 1960年代
他最后拍摄的电影有1960年的《午夜蕾丝》、1962年的《汽球歷險記》、1963年的《假面凶手》和《守护者》等。他在一些电视剧和电视系列里也出现。1964年他说“他们好像不再拍我这样的电影了。”
他拍的最后一部电影是1965年的《第三天》。

## 个人生活
马歇尔在平常说话的时候很安静，他是好莱坞英国社群的支柱之一。由于他的才能和他的职业性他广泛受尊重，交识广泛。他待人和蔼，举止平易近人、敏感、拥有绅士风度和非常礼貌。他也非常幽默。此外他还具有“非常独特的魅力”。“他在英国社群里的许多朋友包括羅納·考爾門、大衛·尼文等。他的其他朋友包括玛丽·阿斯特、欧文·托尔伯格、瑙瑪·希拉、茂文·道格拉斯等。虽然他受爱戴和尊重，他毕生蒙受忧郁。在业余时间里马歇尔喜欢画素描和钓鱼。

### 婚姻和家庭
马歇尔结婚五次，离婚三次。1914年他和茉莉·迈特兰一起上演《校长》，次年两人结婚。5年后他首次与埃德娜·贝斯特登台，两人成为马歇尔最经常的台上搭档，他们页一起拍了三部电影。两人与他们先前的配偶离婚后于1928年11月结婚（三年前两人就已经同居了）。1931年贝斯特在与约翰·吉尔伯特拍《巴黎魅影》时毁了一份与米高梅的高筹条约去正在纽约演戏的马歇尔身边。在回应记者询问时他说：“我非常抱歉让好莱坞不高兴，但是爱德娜和我正好正在相爱，我们想待在一起。”
1932年11月末去往伦敦时马歇尔和当时刚生产的贝斯特在受采访时说他们计划在下一个夏季短暂回好莱坞。他们将带一个保姆来照顾他们的女儿。从一个时间开始贝斯特和年幼的莎拉·马歇尔回到伦敦，而马歇尔却获得越来越多的电影合同。他们继续互访。1933年末菲利斯·巴里和马歇尔、克劳黛·考尔白拍完《洪荒四妖》后从夏威夷回来一起喝茶。她回忆马歇尔“坚持要我不断地说话，他说我的声音像他的妻子”。由于与贝斯特的关系和幻肢痛的问题1934年他拍《激流》时经常酗酒。（电影的导演爱德芒德·古尔丁和他的朋友和演员瑙瑪·希拉成功地说服他减少他的饮酒量。）此后不久古尔丁介绍他认识了格洛麗亞·斯旺森。
1940年与她丈夫分居许久之后贝斯特想嫁别人，她提出离婚。她几乎立刻重新结婚。20天后马歇尔与女演员和模特莉·拉塞尔结婚。她是羅莎琳德·拉塞爾的妹妹。两年前拉塞尔当时的丈夫控告马歇尔，要求他付25万美元，理由是马歇尔偷走了他的妻子。拉塞尔的前夫后来告诉媒体说马歇尔和他在法庭外达成协议，他获得1万美元。马歇尔公开否认。1947年拉塞尔在墨西哥与马歇尔离婚。他们和好分手。拉塞尔没有说她为什么提出离婚，她当时对媒体说：“我不会说巴特任何坏话。他是我认识所有人里最魅人的之一。”
从1947年8月马歇尔与他的第四名妻子，演员布兹·马洛里结婚，这场婚姻一直延续到马洛里1958年逝世。奈杰尔·布鲁斯是证婚人。马洛里病重16个月后死于咽喉的病，当时她45岁。她的死对马歇尔打击非常大，在两个月内他本人因肺炎和胸膜炎入院。1960年4月25日马歇尔与他的第5任妻子蒂·安·卡曼结婚，他当时已经年近70。卡曼当时38岁，她已经离婚两次，是一名百货公司买家。他们的婚姻一直延续到马歇尔逝世。

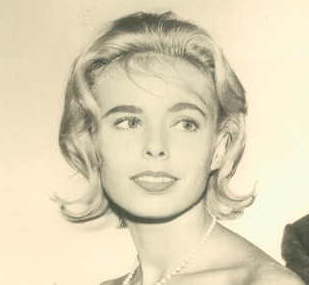
女儿莎拉·马歇尔，1961年

马歇尔与埃德娜·贝斯特有一女儿莎拉·马歇尔，他与莉·拉塞尔也有一女儿安。莎拉·马歇尔继她的父母以及祖父母的后尘也成为演员。在1960年代里她在许多非常受欢迎的电视节目里出现，其中包括《星際爭霸戰》、《陰陽魔界》、《梅森探案集》等。1951年两人在根据《玻璃偵探》改写的电视剧里同时出现。马歇尔的幼女安多年任杰克·尼科尔森的秘书。他还有四个继子女，两个通过他与贝斯特的婚姻，两个通过他与马洛里的婚姻。莎拉的独生子，马歇尔的孙子，后来成为一名独立电影制作人，他是获得奥斯卡奖的《|弱点》的制作人。

### 与格洛麗亞·斯旺森的关系
1930年代初在好莱坞社群中广泛有留言说马歇尔与他的两名同拍《天堂裡的煩惱》的明星凯·弗朗西斯和米利亚姆·霍普金斯有关系。斯旺森在她的回忆录中写道，1934年1月马歇尔还与贝斯特结婚，但是开始真正与演员格洛麗亞·斯旺森产生关系。她描写两人第一次见面时马歇尔是一个“40岁初漂亮的男人，他的脸和蔼，棕色的眼睛柔软”，他有“我听到过最完美音乐式的嗓音”。斯旺森写马歇尔“不可思议地甜蜜”，是“一个好人”，他“非常迷魅”了她和她的孩子们。马歇尔不断给斯旺森写情书，斯旺森不在洛杉矶的时候马歇尔每小时给她发一封浪漫电报。当时的报纸和电影爱好者杂志对两人的关系又许多报道和讨论，马歇尔本人基本上没有采取任何措施来掩盖两人的关系。
1936年11月斯旺森认识到马歇尔不会因为她而和贝斯特离婚，因此与他分手。虽然斯旺森强调他们依然“疯狂相爱”，她相信因为马歇尔温顺的个性、不愿伤害其他人和遗弃自己年幼的女儿的惭愧使得他不会要求与贝斯特离婚。 她回忆道：“他宁可求助于酒精也不愿面对碎心的情景。”虽然两人分手很伤感情，但是结婚六次的斯旺森在临死前写道：“没有人像赫伯特·马歇尔那样真心和完全地爱过我。”
马歇尔于斯旺森关系开始几个月后马歇尔因为在纽约市一家夜总会里的一场冲突成为媒体留言的内容。一名摄像师拍两人一同晚餐的照。这些照片发表在报纸和杂志中。马歇尔看到那名摄影师使得斯旺森烦恼，据一份杂志报道“极度暴怒”。埃德·沙利文写道他看到马歇尔“突然站起”，围绕夜总会的桌子追赶那名记者。
这个事件两个月后马歇尔又上媒体因为剧本作家约翰·桑德斯在恩斯特·劉別謙举办的晚餐上打在马歇尔脸上把他打倒到地上。据记者报道马歇尔对桑德斯关于格洛麗亞·斯旺森说的话不满。当晚马歇尔骂桑德斯后桑德斯打了马歇尔。用马歇尔自己的话说他当时“坐着……正朝反方向看”。桑德斯的妻子后来添加了细节。据她的描述桑德斯窥看了斯旺森的乳溝，因此马歇尔称他是一个“禽兽杂种”。报道这个事件的文章都提到马歇尔的假腿，至此为止这个事情在媒体很少有报道。

## 晚年
第二次世界大战后公众对电影的需求喜欢改变成要更加强硬的电影，好莱坞英国社群剩余的成员逐渐减少，他们中有些回到英国，有些留在好莱坞。像许多当时留在好莱坞的人一样马歇尔获得的电影邀请越来越少。尤其到他晚年因为经济原因他接受任何他能够得到的角色。1951年5月他在医院里经过矫正手术后恢复时得“心脏周边肺栓塞”。1951年6月马歇尔病愈前他的朋友凡·赫夫林、約翰·倫德和约瑟夫·科顿替代他上演《名为X的人》（各一集）。马歇尔的最后一个重要角色是与瓊·克勞馥一起拍摄的《守护者》。克勞馥说两人首次合作拍摄《春缘》22年后很高兴再次合作。克勞馥注意到马歇尔的健康很差，而且喝酒很多，因此与导演一起尽量减少他的拍摄时间。

## 逝世
1965年末他最后一次在电影《第三日》里短暂出现后就因严重抑郁症被送入医院。1966年1月22日他出院8天后因心脏病逝世于加州比佛利山。
他被火葬。